# Angwantibo kalabarski
Angwantibo kalabarski, angwantibo, lori kalabarski, lori złocisty (Arctocebus calabarensis) – gatunek ssaka naczelnego z rodziny lorisowatych (Lorisidae) występujący w zachodniej Afryce zwrotnikowej.

## Taksonomia
Gatunek po raz pierwszy zgodnie z zasadami nazewnictwa binominalnego opisał w 1860 roku szkocki biolog John Alexander Smith, nadając mu nazwę Perodicticus calabarensis. Miejsce typowe to Old Calabar, w Nigerii. 
Autorzy Illustrated Checklist of the Mammals of the World uznają ten takson za gatunek monotypowy.

### Etymologia
- Arctocebus: gr. ἄρκτος arktos „niedźwiedź”; κηβος kēbos „długoogoniasta małpa”[9].
- calabarensis: Old Calabar, Nigeria[2].

## Zasięg występowania
Angwantibo kalabarski występuje w środkowo-zachodniej Afryce, od południowo-wschodniej Nigerii (wschodnia część rzeki Niger) do południowo-zachodniego Kamerunu (rzeka Sanaga).

## Morfologia
Długość ciała (bez ogona) 26–35 cm, długość ogona 1 cm; masa ciała 230–465 g. Futro pomarańczowa, żółta lub brązowa, brzuch biały lub płowy. Na nosie biały pas.

## Tryb życia
Prowadzą nadrzewny tryb życia. Aktywne w nocy. Są samotnikami, chociaż samiec utrzymuje kontakty z 2–3 samicami żyjącymi na jego terenie. Żywią się głównie owadami – gąsienicami, świerszczami, żukami, ćmami i mrówkami. Czasami uzupełniają swoją dietę owocami i żywicą.

### Rozmnażanie
Okres godowy trwa od połowy pory suchej do początku pory deszczowej. Samce parzą się z samicami mieszkającymi na ich terytorium. Zwierzęta kopulują, zwieszając się z gałęzi głowami w dół. Po trwającej 131–136 dni ciąży samica rodzi jedno młode, które następnie karmi mlekiem przez ok. 3,5 miesiąca. Przez pierwsze miesiące życia młode podróżują, trzymając się brzucha matki, potem przenoszą się na grzbiet. Po sześciu miesiącach stają się samodzielne. Dojrzałość płciową osiągają w wieku 1,5 roku. Na wolności zwierzęta żyją zwykle do 15 lat, w niewoli mogą dożyć 20 lat.

## Status zagrożenia
W Czerwonej księdze gatunków zagrożonych Międzynarodowej Unii Ochrony Przyrody i Jej Zasobów został zaliczony do kategorii NT (ang. near threatened ‘bliski zagrożenia’).